# Comitato Olimpico Surinamese
Il Comitato Olimpico Surinamese (noto anche come Surinaams Olympisch Comité in olandese) è un'organizzazione sportiva surinamese, nata nel 1959 a Paramaribo, Suriname.
Rappresenta questa nazione presso il Comitato Olimpico Internazionale (CIO) dal 1959 ed ha lo scopo di curare l'organizzazione ed il potenziamento dello sport in Suriname e, in particolare, la preparazione degli atleti surinamesi, per consentire loro la partecipazione ai Giochi olimpici. L'associazione è, inoltre, membro dell'Organizzazione Sportiva Panamericana.
L'attuale presidente dell'organizzazione è Gerhard van Dijk, mentre la carica di segretario generale è occupata da Guno van der Jagt.